# 原田雪渓
原田 雪渓（はらだ せっけい、昭和元年（1926年） -  令和2年（2020年））は、日本の曹洞宗の僧侶。福井県小浜市発心寺住職。
発心寺専門僧堂師家。曹洞宗僧侶である井上義衍の元で修行した禅僧。

## 経歴
1926年 愛知県岡崎市に生まれる。
1951年 曹洞宗発心寺住職・原田雪水に就いて出家得度。
1974年 発心寺住職。発心寺専門僧堂堂長。
1976年 発心寺専門僧堂師家。
1982年より 国外ではドイツ、アメリカ、インド等。国内では東京、千葉、埼玉、神戸、静岡、奈良等で参禅指導。
1998年 大本山総持寺西堂。
1999年 世界宗教者会議（ヴァチカン・アセンブリー）に曹洞宗代表として出席。
2020年6月　遷化。

## 著書
- 『The・禅―ダルマは世界を駆ける』柏樹社 1993年
- 『参同契普説―The・禅 Part 2』ペンハウス 1996年
- 『自我の本質―The・禅 その3』ペンハウス 1997年
- 『禅に生きる―行雲流水のごとくに』ペンハウス 2000年
- 『十玄談―原田雪渓普説』ペンハウス 2002年
- 『色即是空―無舌人の法話』ペンハウス 2007年
- 『宝鏡三昧普説』 ペンハウス 2014年